# Kerr Smith
Kerr Van Cleve Smith (9 de marzo de 1972) es un actor estadounidense especialmente conocido por su trabajo en la serie de TV Dawson's Creek donde personificó a un estudiante de secundaria gay, Jack McPhee, y Carter Horton en Destino Final en el (2000). También protagonizó en 2006 el drama legal Justice de la cadena FOX. Actualmente aparece en la nueva temporada (2007) de CSI (NY) de la cadena CBS. También protagonizó al agente Kyle Brody en la serie Charmed.

## Biografía
Nacido en Filadelfia, Pensilvania, su padre Ryan Cleve es asesor financiero inglés y su madre Laura Smith-Restrepo, una periodista Venezolana. Creció en Exton, un suburbio de Filadelfia, donde destacó en béisbol, esquí, y también en política estudiantil, primero como delegado de su clase y después como delegado de su colegio.
Su primera actuación dramática fue como Sir Edward Ramsey en una producción de la Escuela superior de El rey y yo. Después de graduarse en Administración de Empresas por la Universidad de Vermont, volvió a Exton para comenzar en una firma de marketing comercial con su padre, pero se dio cuenta de que "odiaba la parte de las ventas y adoraba la parte de las presentaciones". Decidió convertirse en actor.
Su primer trabajo como actor fue como extra en Twelve monkeys ("Doce monos") con Bruce Willis. A partir de aquí decidió vender su coche (un Bronco II), y mudarse a Nueva York.
Es pianista autodidacta y disfruta escribiendo música y está acabando un guion, sobre un incidente en un colegio, cuando no trabaja en Dawson's Creek. Es un solitario al que le gusta sentarse solo detrás del escenario donde se rueda la serie.
Ha trabajado en la serie Dawson's Creek, o Amantes y amigos. Smith participó recientemente en la película Final Destination, de los productores de "American Pie".
El beso de Jack y Ethan en el episodio "True Love" de Dawson's Creek (emitido en USA el 24 de mayo de 2000) fue el primer beso gay masculino, emitido por una gran cadena de televisión de EUA.
El único precedente que había era de dibujos animados: Los Simpson, episodio Simpson y Dalila, (18 de octubre de 1990). Hace poco entró en el cast de Life Unxepected, como el prometido de Cate, la madre de la protagonista.

## Vida personal
Kerr se casó con la actriz Harmoni Everett en el año 2003, pero la pareja finalmente decidió separarse en marzo de 2009.

## Filmografía
- As the World Turns (serie-TV 1996-1997)
- Dawson's Creek (serie-TV 1998-2002)
- Lucy Days in Hell (1999)
- Hit and Runaway (1999)
- Destino final (2000) - Carter Horton
- The Broken Hearts Club: A Romantic Comedy (2000)
- Forsaken (2001)
- Presure (2001)
- Critical Assembly (2003 TV)
- Cruel Intentions 3 (2004)
- Charmed (2005 TV)
- Justice (TV series) (2006 TV WBTV)
- El Anillo E (2006)
- My Bloody Valentine (2009)
- CSI
- Mentes Criminales 1 Capítulo, 2010
- Life Unexpected (serie de TV 2009-2010)
- Destino final 5 (2011, Cameo) - Carter Horton
- The Fosters (TV 2014- ) - Robert Quinn
- Riverdale (TV 2019-2020) - Mr. Honey